# Gato Barbieri
Pour les articles homonymes, voir Barbieri.
Leandro Barbieri dit Gato Barbieri, né le 28 novembre 1932 à Rosario (Argentine) et mort le 2 avril 2016 à New York d'une pneumonie, est un saxophoniste ténor argentin.

## Biographie

### Carrière
Fils de charpentier, Gato Barbieri s'essaye au violon et découvre le saxophone par son oncle maternel. Il étudie d'abord le requinto, une petite clarinette. En 1947, il s'installe à Buenos Aires pour étudier le saxophone alto et ténor. Il joue dans l’orchestre de Lalo Schifrin en 1953 et opte pour le ténor en 1955.
En 1970, il apparaît et joue dans le film Carnet de notes pour une Orestie africaine de Pier Paolo Pasolini.
Il gagne une notoriété mondiale après son passage au festival de jazz de Montreux et à la suite de sa contribution, en 1972, à la bande originale du Dernier Tango à Paris de Bernardo Bertolucci (sous la direction d'Oliver Nelson).
En France, un de ses titres est choisi par Jean-Louis Foulquier comme générique de son émission Pollen sur France-Inter dans les années 1980 et 1990. Le morceau, Europa, est une libre adaptation d'un titre de Carlos Santana intitulée Europa Earth's Cry Heaven's Smile.

### Hommages
Le poète français Tom Buron lui rend hommage dans Ode-Ouragan pour Gato Barbieri, inspiré par l’album de 1973 Chapter One : Latin America.
Il est aussi connu par les amateurs de musique urbaine pour avoir composé le morceau Adios part.1, qui a été samplé dans le titre Le crime paie du groupe Lunatic, considéré comme l'un des classiques de celui-ci.

## Éléments de discographie
- Complete communion[6], Don Cherry, 1965
- 1967 : In Search of the Mystery[7], 1967
- Confluence, en duo avec Dollar Brand, 1968
- The Jazz Composer's Orchestra, Michael Mantler, 1968
- Escalator over the Hill, Carla Bley, 1969
- The Third World, 1970
- El pampero, 1971
- Fenix, 1971
- Last Tango in Paris[8], bande originale du film de Bernardo Bertolucci, 1972
- Under fire, 1973
- Bolivia, 1973
- Chapter one: Latin America, 1973
- Chapter two: Hasta siempre, 1973
- Tropic Appetites, Carla Bley, 1974
- Yesterdays, 1974
- Chapter three: Emiliano Zapata, 1975
- Chapter four: Alive in New York, 1975
- Caliente !, 1976, dont Europa[9] sera le générique de Pollen[10] de Jean-Louis Foulquier.
- Ruby, Ruby, 1976
- Tropico, 1978...
- Theme From Firepower, 1979, bande originale du film L'Arme au poing.
- Apasionado, 1981...
- Passion and Fire, 1984
- Seven servants, bande originale du film de Daryush Shokof, 1996
- Qué pasa, 1997
- Ché, corazon!, 1999
- The Shadow of the Cat, 2002